# Subjonctif imparfait
Le subjonctif imparfait ou imparfait du subjonctif est un temps du mode subjonctif. Il est peu utilisé en français moderne, au contraire d'autres langues comme le catalan, l'espagnol, le portugais ou l'italien. Son utilisation en français se limite aujourd'hui à un registre de langue soutenu et littéraire. Il est normalement remplacé par le subjonctif présent.